# Omer Džabić
Hfz. Omer ef. Džabić (Mostar, 1882. − Mostar, 6. travnja 1965.), bošnjački je teolog i političar, muftija mostarski. Aktivist za vjerska, nacionalna i politička prava Bošnjaka.

## Životopis
Rođen je u obitelji Džabić sa snažnom tradicijom islamskih učenjaka. Prapradjed mu je bio šejh Husejn, a pradjed Ali-Fehmi muftija blagajski. Njegov djed Ahmed Šaćir ef. Džabić (1932. – 1878.) bio je muftija mostarski od 1878. do 1883. godine. Njegov ujak, Ali Fehmi ef. Džabić (1853. – 1918.), obavljao je također dužnost mostarskog muftije od 1883. do 1900. godine. Omerov otac se zvao Muhamed.
Omer Džabić je pohađao Karađoz-begov mekteb koji je vodio Muhamed ef. Rebac. Nakon toga je nastavio školovanje  Medresi Roznamedži Ibrahim-efendije, gdje mu je predavao ujak. Kasnije se školovao kod Muhameda ef. Kurta i Hamze Sulejman ef. Puzića. Između 1905. i 1920. djelovao je kao imam i hatib u Karađoz-begovoj džamiji u Mostaru. Već 1906., Džabić je, kao imam ove džamije, u njenom je haremu na velikom skupu izgovorio dovu za zdravlje, sreću i napredak sultana Abdul Hamid II. Nakon atentata u Sarajevu, na carev rođendan, s Alojzijem Mišićem i Petrom Zimonjićem, predvodio je molitvu u Mostaru za zdravlje i dug život Franje Josipa I. Bio je član tri političke organizacije. Prvo se pridružio JMO (1919. – 1922.), zatim JRZ (1922. – 1928.) i JMNO (od 1928.). Godine 1929. imenovan je gradskim vijećnikom Mostara. Iste godine stupio je i na dužnost muftije mostarskog, zamijenivši Mehmeda Šaćira ef. Mesihovića, koji je unaprijeđen u Rijaset Islamske zajednice u Bosni i Hercegovini. Pored vjerskih poslova, Džabić je igrao značajnu ulogu u zemljoposjedničkoj udrugi u Bosni i Hercegovini i zaštiti bošnjačke imovine u agrarnoj reformi. U nekoliko navrata boravio je u Beogradu, gdje je pokušavao dobiti najpovoljnija zakonska rješenja i isplatu za oduzeta zemljišta, šume i pašnjake. Od 1936., kada je reformirana Islamska zajednica i ukinuta muftijstva, Omer Džabić je bio član Rijaseta Islamske zajednice. Godine 1941., nedugo nakon osnivanja Nezavisne Države Hrvatske, inicirao je donošenje Mostarske rezolucije, kojom je osuđena represija fašističkog režima nad Srbima. Predvodio je delegaciju koja je posjetila Rim u cilju zaštite muslimana i izdvajanje Bosne i Hercegovine iz Nezavisne Države Hrvatske.
Valjače 1940. imenovan je počasnim članom predsjedništva u društvu Itihad. Financijski je podržavao socijalni fond Rahmet. Također, Džabić je bio donator Muslimanske čitaonice u Mostaru, član Regionalnog odbora za zaštitu djece u Bosni i Hercegovini, gdje su se nalazila djeca svih vjeroispovijesti. Također, 1927. godine izabran je u novoosnovano pčelarsko društvo u Mostaru. Jedan je od osnivača mjesnog odbora Gajreta, te lovačkog društva u Mostaru.
Od 1950, pa do smrti 1965. godine radio je kao imam i hatib u Ćose Jahja Hodžinoj džamiji u Mostaru. Ukopan je na Šarića mezarju u Mostaru.

## Vanjske poveznice
- Neprekidna borba za dostojanstvo Bošnjaka – Stav
- Hafiz Omer ef. Džabić bio je autentičan izvor dostojanstva Bošnjaka u Hercegovini – vijesti.ba

| Političke dužnosti | Političke dužnosti              | Političke dužnosti     |
| ------------------ | ------------------------------- | ---------------------- |
| prethodnik –       | Muftija mostarski 1929. – 1936. | nasljednik Ured ukinut |